# Samu Haber
Samu Haber, teljes neve: Samu Aleksi Haber (Helsinki, 1976. április 2. –) finn zenész, dalszerző, énekes. A Sunrise Avenue együttes alapítója, énekese.
Édesapja német, édesanyja finn származású. Szülei válása után édesanyjával maradt két fiatalabb testvérével (Santtu és Sanna). Nagy rajongója a Finn IFK Helsing Jégkorong-válogatottnak. 14 éves koráig jéghokizott, de feladta hobbiját a zene javára. Tini korában az Absurdus zenekar tagja volt.  
Az első lemez, amit megvett Bon Jovi Slippery When Wet albuma volt, fiatalon hatalmas Bon Jovi rajongó volt, a zenéjük hatással volt rá. 
Zenekara első neve Sunrise volt, majd 2006-tól változtatták meg Sunrise Avenue-ra. Stílusának iránya Heavy Metal. A zenekar német nyelvterületen érte el első igazi sikereit. Ismertebb számai: Forever Yours, Fairytale Gone Bad, Hollywood Hills, Little Bit Love, Sweet Symphony, Welcome To My Life, Lifesaver, Nothing Is Over.
A "The Voice of Germany" német tehetségkutató műsornak 2013-tól 6 alkalommal volt a zsűri tagja, legutoljára a 2024-es évadban tért vissza.
Az Uuden Musiikin Kilpailu (az Eurovíziós Dalfesztivál finn zenei válogatója) versenynek 2023 házigazdája volt.
A Sunrise Avenue együttes felbomlása után szólókarrierbe kezdett. 2024 október 4-én jelent meg a debütáló szólóalbuma "Me Free My Way" címmel.
Vivianne Raudsepp modellel 2010-2017 között volt kapcsolatban, a szakításról fő ok állítólag az volt, hogy Vivianne sok időt töltött Londonban, Samu viszont nem akarta elhagyni Helsinkit. Etel Röhr táncossal 2017 óta van együtt.

## Diszkográfia
Sunrise Avenue
- On the Way to Wonderland (2006)
- Popgasm (2009)
- Out of Style (2011)
- Unholy Ground (2013)
- Heartbreak Century (2017)